# Oberfrauenwald (Waldkirchen)
Oberfrauenwald ist ein Gemeindeteil der Stadt Waldkirchen im Landkreis Freyung-Grafenau und eine Gemarkung. Die gleichnamige Gemeinde kam am 1. Januar 1968 an Waldkirchen.

## Geografie
Das Dorf Oberfrauenwald liegt im südlichen Bayerischen Wald am Fuße des Oberfrauenwaldes, eines bewaldeten Berges.
Auf der Gemarkung im Südosten des Stadtgebiets von Waldkirchen liegen die Orte Dickenbüchel, Oberfrauenwald und Teile von Neidlingerberg und Schauerbach.

## Geschichte
Der Name Oberfrauenwald geht auf das Frauenkloster Niedernburg in Passau zurück. Im Jahr 1010 erhielt das Kloster von König Heinrich II. mit der Reichsunmittelbarkeit einen Teil des königlichen Nordwaldes zwischen Donau und Böhmen zugesprochen. Dieses Waldgebiet wird seither als „Frauenwald“ bezeichnet. Das Gebiet wurde zwischen 1161 und 1220 Teil des Hochstifts Passau. Der Ort gehörte zum Amt Waldkirchen des Pfleggerichts Leoprechting und wurde 1803 mit dem größten Teil des Passauer Gebietes zugunsten des Kurfürstentums Salzburg von Ferdinand III. von Toskana säkularisiert. Er fiel erst 1805 an Bayern. Mit der Bildung der Gemeinden auf Grund des zweiten bayerischen Gemeindeedikts vom 17. Mai 1818 wurde die Gemeinde Oberfrauenwald gebildet. Sie umfasste neben Oberfrauenwald auch die Orte Dickenbüchel, Neidlingerberg und Schauerbach und hatte 1961 eine Fläche von 660 Hektar. Die Gemeinde wurde aufgelöst und am 1. Januar 1968 nach Waldkirchen eingegliedert.